# Johann Christian Albrecht
Johann Christian Albrecht (durch falsche Auflösung von J. C. auch Joseph Christian Albrecht; * 1716 in Altkirchen; † 1800 in Dornburg/Saale) war ein deutscher Musikschriftsteller und protestantischer Pfarrer.

## Leben
Albrecht war zuerst Diakon in Schmölln und ab 1780 Pfarrer im damals zu Sachsen-Meiningen gehörenden Vierzehnheiligen, heute Stadtteil von Jena. Er gehörte in der Aufklärungszeit zu den Bahnbrechern der angeblichen Verbesserung alter Kirchengesänge. In seinen beiden Veröffentlichungen mit insgesamt 123 Umdichtungen unternahm er den Versuch, die schönen alten Lieder in neuer Form wieder ins Leben zu rufen. Friedrich Ferdinand Traugott Heerwagen bemerkt, der Verfasser habe eine redliche Absicht, die des Lobes würdig ist. Seine Umsetzungen haben auch die Originale unterm poetischen Zeitalter ziemlich nahe gebracht, und sind wohl aufgenommen, aber auch auf einer Seite, wie er in dem Vorberichte zum Nachtrage äußert, und wie sichs in der kritischen, manche mal unbilligen Welt oft zuträgt, getadelt worden.

## Schriften
- Alter Kirchenlehrer, zuvörderst des seligen Dr. Luther sämmtliche Kirchengesänge nach reiner Mundart der heutigen Deutschen zum Gebrauch bey Hausandachten entworfen. Jena; Rudolstadt: in Commißion der privil. Rudolphischen Buchhandlung 1784
- Nachtrag einiger Lieder: zu seiner erstern Probe umgesetzter Kirchengesänge der Väter, Dessau und Leipzig: zu finden in der Buchhandlung der Gelehrten, und bey dem Verfasser 1784